# Rumilly (Haute-Savoie)
Rumilly (früher italienisch Rumilì) ist eine französische Gemeinde  mit 16.082 Einwohnern (Stand 1. Januar 2022) im Département Haute-Savoie in der Region Auvergne-Rhône-Alpes. Die Gemeinde ist als Zugangsort mit dem Regionalen Naturpark Massif des Bauges assoziiert.

## Geographie
Rumilly liegt etwa 15 Kilometer (Luftlinie) westlich von Annecy am Flüsschen Chéran.

## Geschichte

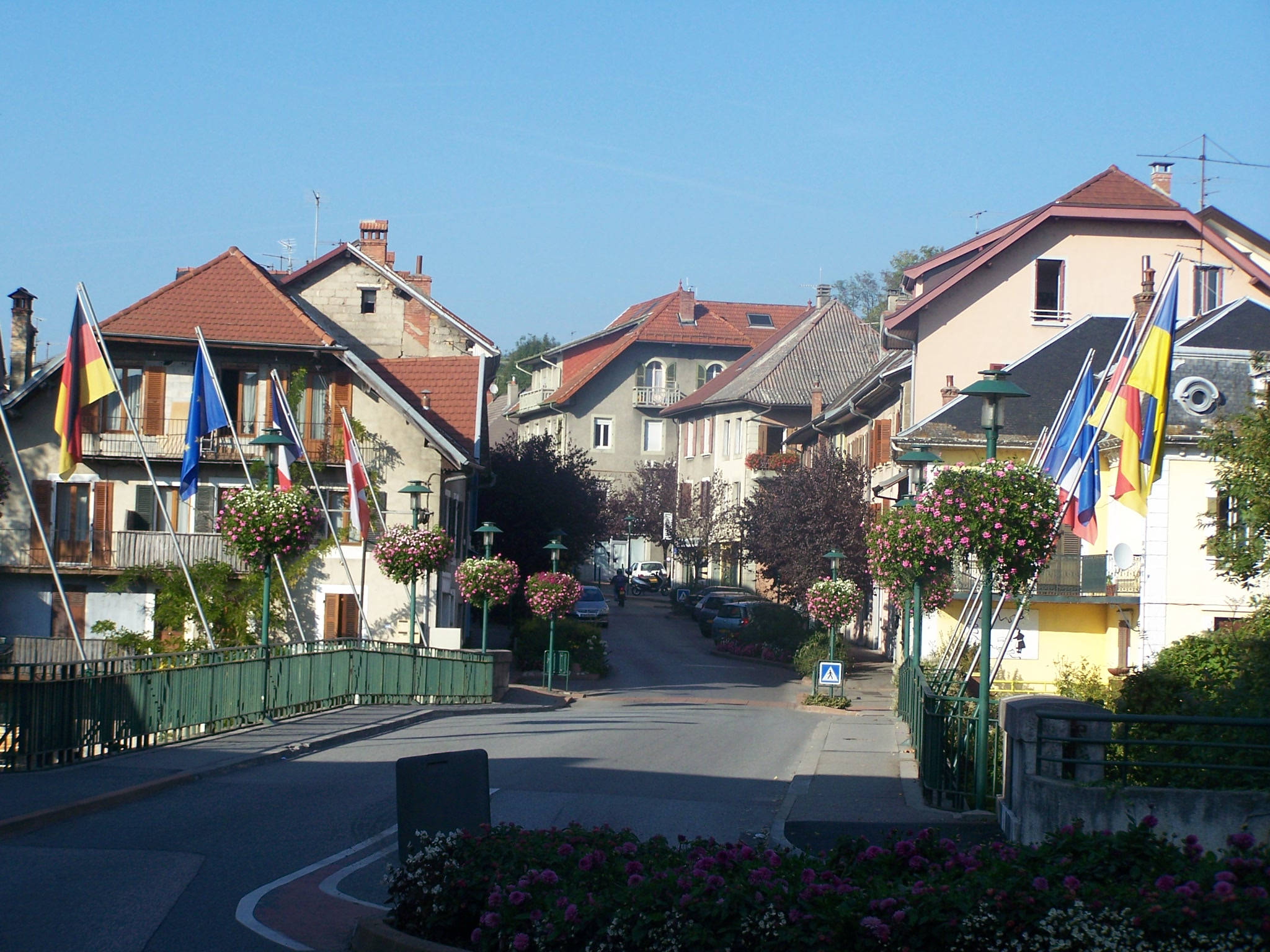
Brücke über den Chéran nach Rumilly

Schon die Römer erkannten im 2. Jahrhundert v. Chr. die strategische Bedeutung des Ortes und errichteten am Zusammenfluss von Nephaz und Chéran eine Brücke und eine befestigte Anlage. Der sich entwickelnde Ort wurde Romillia genannt. Im 10. Jahrhundert waren die Grafen von Genf und die Bischöfe von Genf Eigentümer des Ortes und bauten eine Burg auf dem Gelände der alten römischen Zitadelle. Im 15. Jahrhundert bauen die Herzöge von Savoyen das Verteidigungssystem der Stadt aus. 1419 gehörte der Ort dem Herzog Amadeus VIII. von Savoyen.
Im Jahre 1630 eroberte Ludwig XIII. Rumilly und zerstörte Burg und Befestigungen. 1690 formierte sich ein Widerstand gegen die Truppen Ludwigs XIV. unter dem Kommando von General St. Ruth. Mehrere Menschen fanden in den Kämpfen des 15. August 1690 den Tod. Im Jahre 1742 war Savoyen und Rumilly  während des Österreichischen Erbfolgekriegs (1740–1748) von spanischen Truppen besetzt. Im 19. Jahrhundert brachte die Errichtung eines Bahnhofs auf der Bahnstrecke Aix-les-Bains–Annemasse eine Lehrerinnenbildungsanstalt (1860) und erste Industrien in die Stadt. Jahrelang war eine Tabakfabrik größter Arbeitgeber.

## Bauwerke
- Kirche im sardisch-neoklassizistischen Stil (1843)
- Altstadt mit Häusern aus der Renaissancezeit, der Getreidehalle von 1820 (Place Grenette), Arkaden und Brunnen auf dem Place de l’Hôtel de Ville (Rathausplatz).
- Museum der Region Albanais
- Kapelle Notre-Dame de l’Aumône (am Ufer des Flusses Chéran)

## Wirtschaft
In Rumilly hat die Tefal SAS ihren Sitz und einen bedeutenden Produktionsstandort für Kochgeschirr.

## Persönlichkeiten
- Eugène Gruffat (1769–1843), 52. Generalminister der Kapuziner

## Städtepartnerschaften
Partnerstadt von Rumilly ist Michelstadt im Odenwald, Bundesland Hessen in Deutschland. Seit November 2018 ist auch die italienische Stadt Maglie in Apulien Partnerstadt.